# Апненик при Боштању
Апненик при Боштању (словен. Apnenik pri Boštanju) је насељено место у општини Севница, Посавска регија, Словенија.

## Историја
До територијалне реорганизације у Словенији био је у саставу старе општине Севница.

## Становништво
У попису становништва из 2011. године, Апненик при Боштању је имао 43 становника.
| Број становника према пописима | Број становника према пописима | Број становника према пописима |
| ------------------------------ | ------------------------------ | ------------------------------ |
| 1991                           | 2002                           | 2011                           |
| 35                             | 30                             | 43                             |

Напомена: До 1953. исказивано под именом Апненик.